# Bistra (hora)

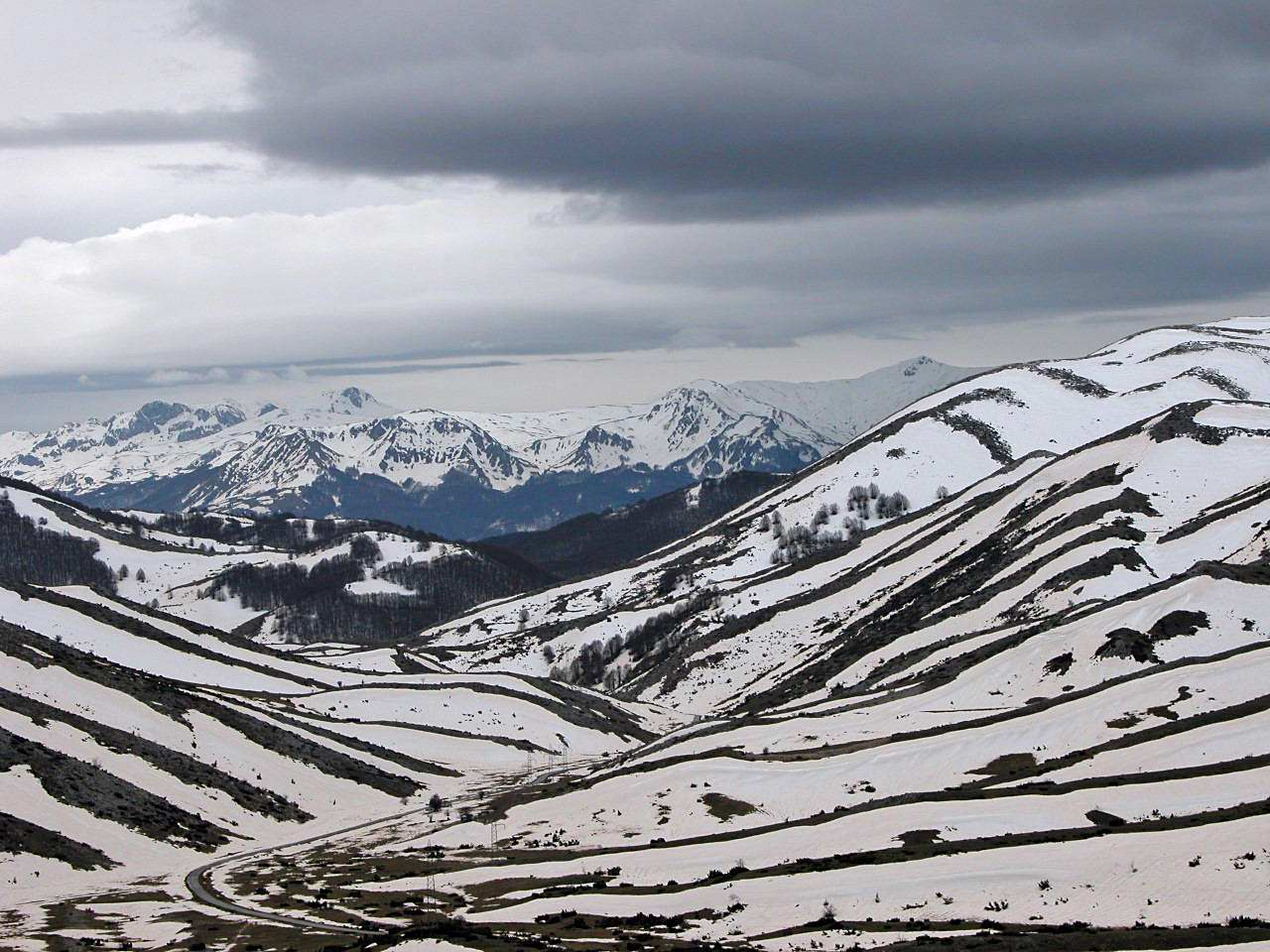
Sníh na hoře Bistře

Bistra (makedonsky: Бистра) je hora v opštině Mavrovo a Rostuša v Severní Makedonii. Nachází se v Položském regionu. Hora má několik vrcholů ve nadmořské výšce nad 2 tisíce metrů, z něhož je nejvyšším vrcholem Medenica (2 163 m n. m.).
Vápencová eroze na hoře vytvořila několik vápencových polí. V okolí hory Bistry se jich nachází celkem čtrnáct: Tonovida, Govedarnik, Bardaš, Sultanica, Solomunica, Suvo Pole, Mali a Velki Brzovec, Čukni Topanica, Dolno Poljce a Gorno Poljce, Tri Bari, Tri Groba a Lazaropole. Nejznámějšími jeskyněmi zde jsou Alilica a Kalina Dupka.
Většina areálu v okolí hory se nachází na hranicích Mavrovského národního parku.